# Kruśliwiec
Kruśliwiec – osada w Polsce, położona w województwie kujawsko-pomorskim, w powiecie inowrocławskim, w gminie Inowrocław.
15 czerwca 1934 włączony do Inowrocławia. Obecenie znów samodzielna miejscowość.

## Podział administracyjny
W latach 1975–1998 miejscowość administracyjnie należała do województwa bydgoskiego.

## Demografia
Według Narodowego Spisu Powszechnego (III 2011 r.) wieś liczyła 105 mieszkańców. Jest 40. co do wielkości miejscowością gminy Inowrocław.

## Zabytki
Według rejestru zabytków NID na listę zabytków wpisany jest zespół dworski z pocz. XX w., nr rej.: 113/A z 26.04.1984:
- dwór, 1910
- park, ok. 1920
- budynki gospodarcze.